# Logique informelle
La logique informelle, intuitivement, est l'étude des principes de la logique et de la pensée logique en dehors d'une théorie formelle, c'est-à-dire abstraite. Cependant, peut-être à cause de la mention du terme informelle dans le titre, la définition précise de la logique informelle est un sujet de litige. Ralph H. Johnson et J. Anthony Blair définissent la logique informelle comme « une branche de la logique dont la tâche est de développer des normes, des critères, des procédures non formels pour l'analyse, l'interprétation, l'évaluation, la critique et la construction de l'argumentation ». Cette définition reflète ce qui avait été implicite dans leur pratique et ce que les autres,, voulaient dire à travers leurs textes de logique informelle.
La logique informelle est associée à l'étude des sophismes (informels), la pensée critique, et la théorie de l'argumentation. Frans H. van Eemeren écrit que le nom "logique informelle" couvre une "collection d'approches normatives à l'étude du raisonnement dans le langage ordinaire, qui restent plus près de la pratique de l'argumentation que la logique formelle."

## Histoire
La logique informelle est apparue à la fin des années 1970 comme un sous-domaine de la philosophie. La dénomination de ce champ a été précédée par l'apparition d'un certain nombre de manuels scolaires qui ont rejeté l'approche symbolique à la logique pour des raisons pédagogiques comme inappropriées et inutiles pour un public général,,.
Le champ est devenu reconnu sous son nom actuel avec le First International Symposium on Informal Logic tenue en 1978. Bien que d'abord motivé par une nouvelle approche pédagogique des manuels de logique de premier cycle, la portée du domaine a été essentiellement défini par une liste de 13 problèmes et questions, que Blair et Johnson inclus en annexe à leur discours liminaire lors de ce symposium, :
- la théorie de la critique logique
- la théorie de l'argumentation
- la théorie de l'erreur
- l'approche de l'erreur contre l'approche de la pensée critique
- la viabilité de la dichotomie inductive/déductive
- l'éthique de l'argumentation et de la critique logique
- le problème des hypothèses et des prémisses manquants
- le problème du contexte
- méthodes d'extraction des arguments de contexte
- méthodes d'exposition d'arguments
- le problème de la pédagogie
- la nature, la division et la portée de la logique informelle
- la relation de la logique informelle à d'autres recherches[7]

## Critique
Certains estiment que la logique informelle n'est pas une branche ou sous-discipline de la logique,,. Massey critique la logique informelle car il soutient qu'il n'y a aucune méthode pour établir la nullité d'un argument en dehors de la méthode formelle, et que l'étude des sophismes pourrait apporter plus d'intérêt pour d'autres disciplines, comme la psychologie, qu'à la philosophie et logique.

## Relation à la théorie de l'argumentation
La pratique sociale communicative de l'argumentation peut et doit être distinguée de l'implication (ou déduction) — une relation entre propositions; et de l'inférence — une activité mentale généralement considéré comme le dessin d'une conclusion à partir de prémisses. La logique informelle peut donc être considéré comme une logique de l'argumentation, à la différence de l'implication et de l'inférence.

## Lectures supplémentaires
- Barth, E. M., &  Krabbe, E. C. W. (Eds.). (1982). From axiom to dialogue: A philosophical study of logics and argumentation. Berlin: Walter De Gruyter.
- Blair, J. A & Johnson, R.H. (1980). The recent development of informal logic. In J. Anthony Blair and Ralph H. Johnson (Eds.). Informal logic: The first international symposium, (p. 3–28). Inverness, CA: Edgepress.
- Ennis, R.H. (1987). A taxonomy of critical thinking dispositions and abilities. In J.B. Baron and R.J. Sternberg (Eds.), Teaching critical thinking skills: Theory and practice, (p. 9–26). New York: Freeman.
- Eemeren, F. H. van, & Grootendorst, R. (1992). Argumentation, communication and fallacies. Hillsdale, NJ: Lawrence Erlbaum Associates.
- Fisher, A. and Scriven, M. (1997). Critical thinking: Its definition and assessment. Point Reyes, CA: Edgepress
- Fisher, Alec, The logic of real arguments, Cambridge University Press, 2004, 2e éd., 224 p. (ISBN 978-0-521-65481-4, lire en ligne)
- Govier, T. (1987). Problems in argument analysis and evaluation. Dordrecht: Foris.
- Govier, T. (1999). The Philosophy of Argument. Newport News, VA: Vale Press.
- Groarke, L. (2006). Informal Logic. Stanford Encyclopedia of Philosophy, from http://plato.stanford.edu/entries/logic-informal/
- Hitchcock, David, Philosophy of logic, Elsevier, 2007 (ISBN 978-0-444-51541-4), « Informal logic and the concept of argument » preprint
- Johnson, R. H. (1992). The problem of defining critical thinking. In S. P. Norris (Ed.), The generalizability of critical thinking (p. 38–53). New York: Teachers College Press. (Reprinted in Johnson (1996).)
- Johnson, R. H. (1996). The rise of informal logic. Newport News, VA: Vale Press
- Johnson, R. H. (1999). The relation between formal and informal logic. Argumentation, 13(3)  265-74.
- Johnson, R. H. (2000). Manifest rationality: A pragmatic theory of argument. Mahwah, NJ: Lawrence Erlbaum Associates.
- Johnson, R. H. & Blair, J. A. (1987). The current state of informal logic. Informal Logic 9, 147-51.
- Johnson, R. H. & Blair, J. A. (1996). Informal logic and critical thinking. In F. van Eemeren, R. Grootendorst, & F. Snoeck Henkemans (Eds.), Fundamentals of argumentation theory (p. 383–86). Mahwah, NJ: Lawrence Erlbaum Associates
- Johnson, R. H. & Blair, J. A. (2002). Informal logic and the reconfiguration of logic. In D. Gabbay, R. H. Johnson, H.-J. Ohlbach and J. Woods (Eds.). Handbook of the logic of argument and inference: The turn towards the practical (p. 339–396). Elsivier: North Holland.
- MacFarlane, J. (2005). Logical Constants. Stanford Encyclopedia of Philosophy.
- Massey, G. (1981). The fallacy behind fallacies. Midwest Studies of Philosophy, 6, 489-500.
- Munson, R. (1976). The way of words: an informal logic. Boston: Houghton Mifflin.
- Resnick, L. (1987). Education and learning to think. Washington, DC: National Academy Press..
- Walton, D. N. (1990). What is reasoning? What is an argument? The Journal of Philosophy, 87, 399-419.
- Weinstein, M. (1990) Towards a research agenda for informal logic and critical thinking. Informal Logic, 12, 121-143.
- Wenzel, J. 1990 Three perspectives on argumentation. In R Trapp and J Scheutz, (Eds.), Perspectives on argumentation: Essays in honour of Wayne Brockreide, 9-26 Waveland Press: Prospect Heights, IL
- Woods, J. (1980). What is informal logic? In J.A. Blair & R. H. Johnson (Eds.), Informal Logic: The First International Symposium (p. 57–68). Point Reyes, CA: Edgepress.